# (149) Медуза
(149) Медуза (др.-греч. Μέδουσα) — астероид главного пояса, который был открыт 21 сентября 1875 года французским астрономом Перротэном в Тулузской обсерватории и назван в честь Медузы Горгоны, мифического чудовища из древнегреческой мифологии.

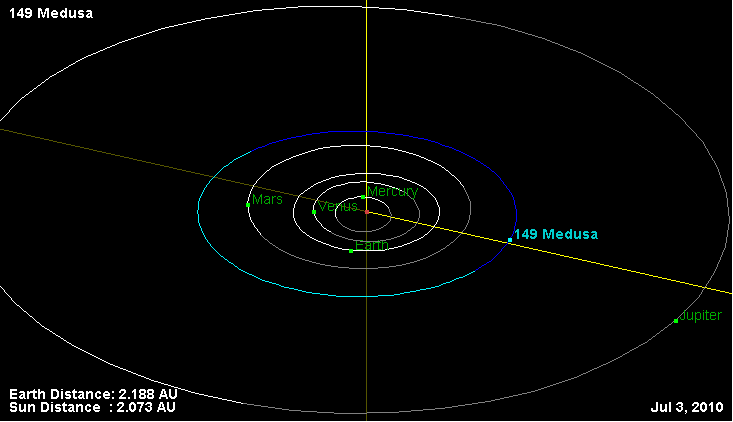
Орбита астероида Медуза и его положение в Солнечной системе

На момент открытия, Медуза была самым маленьким из обнаруженных астероидов (хотя тогда об этом и не было известно). С тех пор были открыты тысячи более мелких астероидов. Этот астероид в то время также был ближайшим к Солнцу из открытых астероидов, отняв это звание у астероида (8) Флора. Таковым он оставался до открытия астероидов (433) Эрос и (434) Венгрия в 1898, когда были открыты две новые семьи астероидов внутри орбитального резонанса 4:1 , очерчивающих основной пояс астероидов. Астероид также характеризуется относительно большим периодом вращения — 26 часов.